# Lety Elvir
Lety Elvir Lazo (San Pedro Sula; 10 de octubre de 1966) es una escritora hondureña.

## Trayectoria
Estudió literatura en la UNAH, donde obtuvo el título de Licenciada en Letras. Se diplomó en lengua y literatura española en Madrid. Es Doctora en Letras y Artes de América Central. Desde 1996 se ha desempeñado como profesora de la UNAH. Se especializa en literatura latinoamericana, literatura y cultura centroamericana y literatura escrita por mujeres.
Ha sido cofundadora de la Asociación Nacional de Escritoras de Honduras, ANDEH en 1997.
Entre 2006 y 2007 fue beneficiaria de una Beca Fulbright que le permitió realizar una estancia en Delaware State University, Estados Unidos. Reside en Holanda como escritora invitada por el Letterenfonds Netherlandes y la Ciudad de Ámsterdam.
También ha sido cofundadora y vicepresidenta del PEN-Honduras entre 2014-2015.
En 2022, fue nombrada titular de la Dirección del Libro y el Documento, dependencia de la Secretaría de Cultura y Artes de Honduras. 

## Publicaciones
- Luna que no cesa, 1997;
- Mujer entre perro y lobo, 2001
- Sublimes y perversos (Cuentos), 2005
- Honduras: Golpe y Pluma. Antología de poesía resistente escrita por mujeres (2009-2013). 2013[2]
- Coeditora de Honduras: Women’s Poems of Protest and Resistance (2009-2014), 2015, el cual obtuvo  dos premios en The 2016 International  Latino Book Awards: Best Poetry Book- Multi-Author (Second place) and Best Cover Design (First Place).

## Premios y reconocimientos
En 1996 recibió el Primer Lugar del Premio Embajada de Chile. Ese mismo año participó como invitada en el Primer Encuentro de Poetas Jóvenes de Centroamérica.
El poemario “Luna que no cesa” obtuvo en 1997 el primer premio de la VIII Bienal de Poesía "Fredo Arias de la Canal", convocado por el ayuntamiento de Valparaíso.